# Capestang
Capestang (okcitansko Cabestanh) je naselje in občina v južnem francoskem departmaju Hérault v regiji Oksitanija. Leta 2017 je naselje imelo 3233 prebivalcev.

## Geografija
Naselje leži v provinci Languedoc ob Canalu du Midi, 82 km jugozahodno od Montpelliera in 18 km severno od Narbonna.

## Uprava
Capestang je sedež istoimenskega kantona, v katerega so poleg njegove vključene še občine Creissan, Maureilhan, Montady, Montels, Nissan-lez-Enserune, Poilhes, Puisserguier in Quarante z 18.380 prebivalci.
Kanton Capestang je sestavni del okrožja Béziers.

## Zanimivosti
- Cerkev sv. Štefana iz 13. stoletja,
- Canal du Midi,
- nadškofijski dvorec Château des archevêques de Narbonne iz 14. in 15. stoletja.